# Mantispa navasi
Mantispa navasi is een insect uit de familie van de Mantispidae, die tot de orde netvleugeligen (Neuroptera) behoort. 
Mantispa navasi is voor het eerst wetenschappelijk beschreven door Handschin in 1960.